# Papilioninae
Papilioninae este o subfamilie de fluturi din familia Papilionidae. Speciile sunt răspândite pe tot globul, majoritatea fiind întâlnite la tropice. Există aproximativ 480 de specii, dintre care 27 din America de Nord.

## Taxonomie
Triburi
- Leptocircini
- Papilionini
- Troidini